# Pelecyphora strobiliformis
Pelecyfora aselliformis,  o cactus peote es un cactus originario del Estado de San Luis Potosí, México.

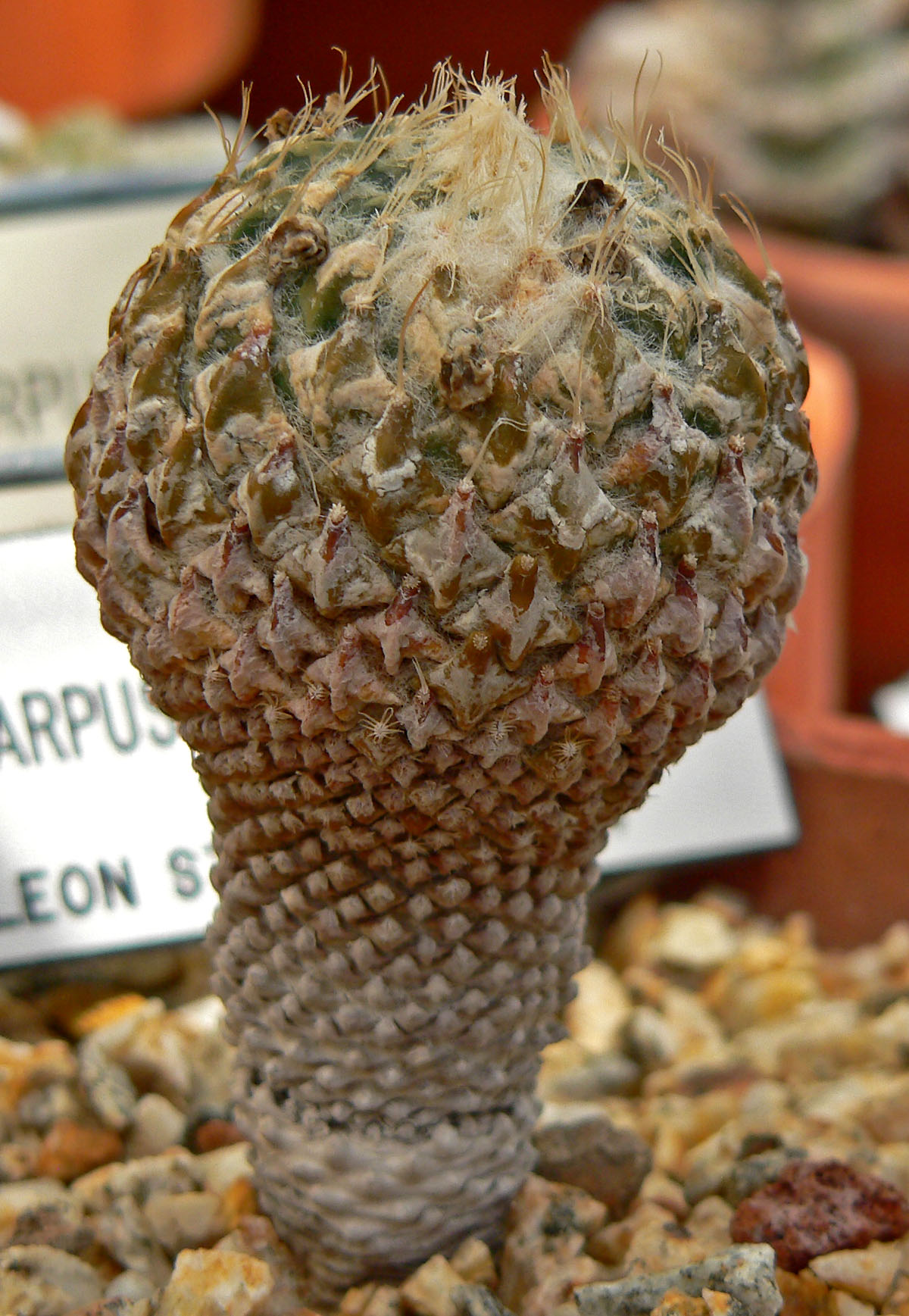
Vista de la planta

## Descripción
Planta globosa, presenta raíz gruesa y carnosa y tallo de color verde grisáceo, al principio esférico y luego cilíndrico, de unos 10 cm de alto y  4 a 6 cm de diámetro.
Los tubérculos son largos, sobresalen unos 5 mm, se disponen en espiral, son largos y comprimidos lateralmente. Las areolas al principio son lanosas y presentan 40 a 60 espinas pectinadas, no punzantes, unidas a la base con la extremidad libre, de 1 a 3 mm de largo.
Las  flores aparecen en el ápice, entre la lanosidad de las areolas jóvenes. Miden unos 3 cm de diámetro y son de color violáceo.

## Cultivo
Se multiplica mediante semillas. Crece muy lentamente y amacolla sólo después de muchos años.

## Observaciones
Se encuentra hasta los 1.850 m s. n. m. También llamado “Peote meco”. Contiene aproximadamente 15 alcaloides. Temperatura media mínima 10 °C; a pleno sol; sustrato bien drenado; riego escaso y reposo invernal.

## Taxonomía
Pelecyphora strobiliformis fue descrita por (Werderm.) Fric & Schelle ex Kreuz. y publicado en Verzeichnis Amer. Sukk. Rev. Syst. Kakteen 9. 1935
Etimología
Pelecyphora: nombre genérico que deriva de las palabras griegas: 
pelekys que significa "hacha" y phoros que significa "tallo" y refleja el aspecto de la planta como de cabezas de hacha.
strobiliformis: epíteto latíno que significa "con forma de estróbilo"
Sinonimia
- Encephalocarpus strobiliformis
- Ariocarpus strobiliformis